# Dietmar Steiner
Dietmar M. Steiner (* 31. Dezember 1951 in Wels, Oberösterreich; † 15. Mai 2020 in Wien) war ein österreichischer Architekturpublizist, Architekturhistoriker und -kritiker. Er war von 1993 bis 2016 Direktor des Architekturzentrums Wien.

## Leben
Dietmar Steiner studierte Architektur bei Ernst Plischke und Gustav Peichl an der Akademie der bildenden Künste in Wien sowie 1973 an der Meisterschule EAP. Er war Mitarbeiter bei Friedrich Achleitners Archiv „Österreichische Architektur im 20. Jahrhundert“, später bei Rob Krier. Von 1980 bis 1982 war Steiner Generalsekretär der Österreichischen Gesellschaft für Architektur. Bis zur Eröffnung seines eigenen Büros für Architekturberatung, 1989, lehrte er am Lehrstuhl für Geschichte und Theorie der Architektur an der damaligen Hochschule für angewandte Kunst Wien. Von 1995 bis 1999 war er Redakteur für Architektur des internationalen Designmagazins Domus in Mailand, ab 1993 Direktor im Architekturzentrum Wien (Az W), ab 2005 verantwortete er gemeinsam mit Karin Lux die wirtschaftliche Leitung des Az W.
Er war seit 1997 Mitglied im Advisory Committee des European Union Prize for Contemporary Architecture – Mies van der Rohe Award. Er war 2002 in Nachfolge von Hans Hollein Kommissar für den österreichischen Pavillon bei der 8. Architekturbiennale in Venedig. 2004 verlieh ihm die Stadt Wien das Silberne Ehrenzeichen für Verdienste um das Land Wien. 2006 wurde er zum Präsidenten des Weltverbandes der Architekturmuseen (International Confederation of Architecture Museums / ICAM) gewählt.
Steiner veröffentlichte zahlreiche Beiträge zur Kritik und Theorie der Stadt und Architektur sowie zur Baukultur in österreichischen und ausländischen Medien.
Ende 2016 ging er als Direktor des Architekturzentrums Wien in Pension. Ihm folgte Angelika Fitz in dieser Funktion nach.
Am 15. Mai 2020 verstarb Steiner an den Folgen einer Herzoperation.
Am 11. September 2020 wurde die Bibliothek des Az W nach ihm benannt.